# Ja vas ljubil...
Ja vas ljubil... (Я вас любил…) è un film del 1967 diretto da Il'ja Abramovič Frėz.